# Liste de personnalités liées à Castres
Cet article regroupe les personnalités et familles de la ville de Castres. 
Afin de ne pas encombrer cette liste, les évêques successifs de la ville ne sont pas cités ici, mais sur la page : Liste des évêques de Castres. De même, les seigneurs puis comtes de Castres sont sur la page : Liste des comtes de Castres.

## Personnalités littéraires
| Nom                         | Naissance      | Décès           | Notes | Image |
| --------------------------- | -------------- | --------------- | --- | ----- |
| Abel Boyer                  | 1667 (Castres) | 1729 (Chelsea)  | Lexicographe et traducteur protestant, il est contraint d'émigrer en Angleterre après la révocation de l’Édit de Nantes. |       |
| Anacharsis Combes           | 1797 (Castres) | 1877 (Castres)  | Historien et fondateur de la Société littéraire et scientifique de Castres |       |
| André Armengaud             | 1920 (Castres) | 1980 (Castres)  | Historien, spécialiste de l’histoire des populations et président de la Société de démographie historique |       |
| André Dacier                | 1651 (Castres) | 1722 (Paris)    | Grand philologue et traducteur français, secrétaire perpétuel de l'Académie française. |       |
| Antoine Sabatier de Castres | 1742 (Castres) | 1817 (Paris)    | Homme de lettres français, aussi connu sous le nom d'Abbé Sabatier. Fidèle à la monarchie, il émigre à la Révolution et revient à la Restauration |       |
| Doëtte Angliviel            | 1898 (Castres) | 1948 (Toulouse) | Poétesse française |       |
| Gaston Puel                 | 1924 (Castres) | 2013 (Veilhes)  | Poète proche du surréalisme et éditeur d'écrivains comme Pierre Albert-Birot ou René Char et de livres d'artistes ( Arp, Ernst, Miro...). Prix Antonin-Artaud 1958 et prix Max-Jacob 1967. |       |
| Guy Viala                   | 1920 (Soual)   | 2018 (Castres)  | Écrivain occitan et historien |       |
| Magloire Nayral             | 1789 (Castres) | 1857 (Castres)  | Juge de paix et biographe castrais |       |
| Marie-Françoise Balard      | 1776 (Castres) | 1822 (Castres)  | Poétesse française admise à l'académie des jeux floraux |       |
| Paul Rapin-Thoyras          | 1661 (Castres) | 1725 (Wesel)    | Historien français, spécialiste de l'Angleterre |       |
| Philippe Albert             | 1787 (Castres) | 1831 (Tonneins) | Poète français du XIXe siècle, en correspondance avec différents grand auteurs, comme François-René de Chateaubriant ou Jean de Labouïsse-Rochefort. Grâce aux louanges de ce dernier sur sa poésie L'Espagne délivré (1823), Philippe Albert se fait connaître dans la haute société, et entre même en correspondance avec la fille aîné de Louis XVI, Marie-Thérèse de France. |       |
| Roger Peyrefitte            | 1907 (Castres) | 2000 (Paris)    | Homme de lettres français, auteur des Amitiés particulières. |       |
|                             |                |                 | |       |

## Personnalités militaires
| Nom                                | Naissance      | Décès                               | Notes | Image |
| ---------------------------------- | -------------- | ----------------------------------- | --- | ----- |
| Charles-Eugène Galiber             | 1824 (Castres) | 1909 (Paris)                        | Officier de marine français, Charles Galiber devient ministre de la Marine et des Colonies en 1885 et reçoit le grade de vice-amiral dans le même temps. Il est inhumé à Castres, où une rue porte son nom. |       |
| Charles Jaurès                     | 1808 (Castres) | 1870 (Boulogne)                     | Amiral français du XIXe siècle |       |
| Ernest Prat                        | 1866 (Castres) | 1910 (Calais, en mer)               | Capitaine de Frégate, mort dans le sous-marin Pluviôse (Q51) lors d'une collision avec un paquebot au large de Calais.                                                                                      |       |
| Étienne Pierre Sylvestre Ricard    | 1771 (Castres) | 1843 (Recoules)                     | Général français de la Révolution et de l'Empire |       |
| Henri Félix de Pélissier           | 1763 (Castres) | 1844 (Château de Jonquières)        | Henri Félix de Pélissier sert le royaume de France sous l'Ancien Régime, puis l'armée des émigrés sous la Révolution. Il devient aussi député du Tarn sous la Restauration.                                 |       |
| Jacques Desplats                   | 1913 (Castres) | 1940 (École de cavalerie de Saumur) | Jacques Desplats est un cadet de Saumur, héros de la résistance à Saumur face à l'invasion allemande. Il meurt au cours de ces combats.                                                                     |       |
| Jean de Bouffard-Madiane           | 1597 (Castres) | 1674 (Castres)                      | Historien et diplomate, Jean de Bouffard-Madiane est aussi un militaire protestant durant les guerres de Religion.                                                                                          |       |
| John Ligonier                      | 1680 (Castres) | 1770 (Cobham)                       | Issu d'une famille noble protestante, John Ligonier est maréchal dans l'armée britannique. Il participe aux guerres de succession d'Espagne et d'Autriche. Son vrai nom est Jean-Louis de Ligonier.         |       |
| Joseph-Étienne-Raymond Ricard      | 1775 (Castres) | 1855 (Auxerre)                      | Maréchal de camp de la Révolution et de l'Empire, Joseph Ricard est le frère du général Étienne Pierre Sylvestre Ricard.                                                                                    |       |
| Louis Jaurès                       | 1860 (Castres) | 1837 (Paris)                        | Officier de marine français |       |
| Mathieu François Maxence Audouard  | 1776 (Castres) | 1856 (Paris)                        | Médecin militaire français |       |
| Pierre Honoré Bories de Castelpers | 1760 (Castres) | 1826 (Espelette)                    | Général de Brigade de la Révolution, Pierre de Castelpers sert dans le 2e bataillon de volontaires du Tarn, mais ne prend pas part aux guerres napoléoniennes.                                              |       |

## Personnalités politiques
| Nom                                 | Naissance        | Décès                            | Notes | Image |
| ----------------------------------- | ---------------- | -------------------------------- | --- | ----- |
| Hubert Massol                       | 1937 (Castres)   |                                  | Président de l'Association pour défendre la mémoire du maréchal Pétain de 2009 à 2020 et figure de proue du vol du cercueil du maréchal Pétain                       |       |
| Anne Louis Adolphe Alquier-Bouffard | 1822 (Castres)   | 1911 (Lavelanet-de-Comminges)    | Capitaine du Génie militaire ayant fait la guerre de Crimée et la conquête algérienne. Maire de Castres sous le Second Empire. Une rue de Castres porte son nom.     |       |
| Antonin Tirefort                    | 1899 (Ferrières) | 1969 (Castres)                   | Militaire français dans l'Artillerie jusqu'à la fin de la Seconde Guerre mondiale, puis professeur et conseiller municipal à Castres. Député du Tarn de 1962 à 1967. |       |
| David-Maurice de Barrau de Muratel  | 1821 (Castres)   | 1899 (Viviers-lès-Montagnes)     | Homme politique rattaché à de nombreuses sociétés scientifiques. Mari de Caroline Coulomb                                                                            |       |
| Élie Dor de Lastours                | 1874 (Orgeval)   | 1932 (château Lastours, Castres) | Diplomate, sportif et homme politique français, il fut député du Tarn de 1919 à 1924.                                                                                |       |
| François de Falguerolles            | 1786 (Castres)   | 1847 (Burlats)                   | Député du Tarn sous la monarchie de Juillet et maire de Burlats. |       |
| Jacques Limouzy                     | 1926 (Castres)   | 2021 (castres)                   | Homme politique français, maire, député et ministre |       |
| Jean-François-Joseph Azaïs          | 1770 (Castres)   | 1837 (Castres)                   | Homme politique français, membre du conseil des Cinq-Cents |       |
| Jean Jaurès                         | 1859 (Castres)   | 1914 (Paris, assassiné)          | Homme politique socialiste, pacifiste et député du Tarn. Inhumé au panthéon                                                                                          |       |
| Jean-Pierre Ricard                  | 1740 (Castres)   | 1812 (Toulouse)                  | Député de la sénéchaussée de Castres aux États-généraux de 1789 |       |
| Kader Arif                          | 1959 (Alger)     |                                  | Homme politique français, député et ministre. Il passa sa jeunesse à Castres.                                                                                        |       |
| Lucien Coudert                      | 1887 (Castres)   | 1982 (Castres)                   | Avocat de profession, il est maire de Castres (1953 - 1971), mais surtout député du Tarn à trois reprises (entre 1926 et 1956)                                       |       |
| Marc David Lasource                 | 1763 (Anglès)    | 1793 (Paris, guillotiné)         | Pasteur à Castres, député puis président de la Convention du 18 avril au 2 mai 1793. Il est guillotiné en Octobre pour s'être opposé à Robespierre.                  |       |
| Marie-Joseph Dor de Lastours        | 1758 (Castres)   | 1845 (Castres)                   | Issu de la famille Dor de Lastours, il devient maire de Castres (1803 - 1816) puis député du Tarn (1815 - 1830)                                                      |       |
| Maurice Gabolde                     | 1891 (Castres)   | 1972 (Barcelone)                 | Homme politique collaborateur, avocat puis garde des sceaux sous le régime de Vichy                                                                                  |       |

## Personnalités religieuses
| Nom                           | Naissance                    | Décès            | Notes | Image |
| ----------------------------- | ---------------------------- | ---------------- | --- | ----- |
| Camille Rabaud                | 1827 (Montredon-Labessonnié) | 1921 (Castres)   | Pasteur et historien |       |
| (Sainte) Émilie de Villeneuve | 1881 (Toulouse)              | 1854 (Castres)   | Religieuse et fondatrice de la congrégation de l’Immaculée Conception de Castres en 1836. Elle a été canonisée le 17 mai 2015 par le pape François à Rome. |       |
| Henri Ramière                 | 1821 (Castres)               | 1884 (Toulouse)  | Jésuite, théologien et écrivain |       |
| Jorge María Salvaire          | 1847 (Castres)               | 1899 (Luján)     | Missionnaire lazariste envoyé en Argentine. |       |
| Louis de Lacger               | 1871 (Castres)               | 1961 (Cuq)       | Prêtre et historien tarnais, une rue à Castres porte son nom.                                                                                              |       |
| Raymond Gaches                | 1615 (Castres)               | 1668 (Charenton) | Pasteur castrais, grand orateur et sermonneur |       |
| Victor-Félix Bernadou         | 1816 (Castres)               | 1891 (Sens)      | Évêque de Gap en 1862 puis archevêque de Sens en 1867. Créé cardinal en 1886 par Léon XIII.                                                                |       |

## Personnalités scientifiques
| Nom                   | Naissance                       | Décès            | Notes | Image |
| --------------------- | ------------------------------- | ---------------- | --- | ----- |
| Alexis Pujol          | 1739 (Le Poujol-sur-Orb)        | 1804 (Castres)   | Médecin français reconnu                                                                                          |       |
| Alfred Caraven-Cachin | 1839 (Castres)                  | 1903 (Salvagnac) | Scientifique et archéologue                                                                                       |       |
| Joseph Cachin         | 1757 (Castres)                  | 1825 (Paris)     | Inspecteur général des ponts et chaussées, baron d'Empire et dirigeant des travaux maritimes de Cherbourg en 1804 |       |
| Pierre Borel          | Vers 1620 (Castres)             | 1671 (Castres)   | Botaniste et érudit français, il est aussi médecin de Louis XIV                                                   |       |
| Pierre de Fermat      | Vers 1605 (Beaumont-de-Lomagne) | 1665 (Castres)   | Juriste et mathématicien français, enterré à Castres sur la place Jean Jaurès                                     |       |

## Personnalités sportives
| Nom                | Naissance                | Décès           | Notes | Image |
| ------------------ | ------------------------ | --------------- | --- | ----- |
| Abbé Pistre        | 1900 (Mazamet)           | 1981 (Noailhac) | Nommé à la paroisse Saint-Jacques, il devient dirigeant du Castres olympique et même un court moment, en 1934, entraîneur de l'équipe première. |       |
| Alain Gaillard     | 1949 (Castres)           |                 | Entraîneur de rugby |       |
| Alexandre Albouy   | 1979 (Castres)           |                 | Rugbyman français |       |
| Benjamin Lapeyre   | 1986 (Castres)           |                 | Rugbyman français |       |
| Claude Puel        | 1961 (Castres)           |                 | Joueur puis entraîneur de football |       |
| Clément Poitrenaud | 1982 (Castres)           |                 | Rugbyman français |       |
| Francis Rui        | 1959 (Gimont)            | 2001 (Toulouse) | Rugbyman français ayant joué 20 ans au Castres Olympique                                                                                        |       |
| Gérard Cholley     | 1945 (Luxeuil-les-Bains) |                 | Important rugbyman du CO et actuel vice-président. Aussi boxeur et parachutiste                                                                 |       |
| Grégory Arganese   | 1982 (Castres)           |                 | Rugbyman français |       |
| Jacques Esclassan  | 1927 (Castres)           |                 | Cycliste français |       |
| Jean-Marc Marino   | 1983 (Castres)           |                 | Cycliste français |       |
| Maryline Salvetat  | 1974 (Castres)           |                 | Cycliste française |       |
| Nabil Taïder       | 1983 (Lavaur)            |                 | Joueur de football tunisien, passé par l'US Castres. Frère de Saphir Taïder                                                                     |       |
| René Hourquet      | 1941 (Castres)           | 2024            | Arbitre international et dirigeant de rugby à XV                                                                                                |       |
| Saphir Taïder      | 1992 (Castres)           |                 | Joueur de football algérien. Frère de Nabil Taïder                                                                                              |       |
| Yannick Caballero  | 1983 (Castres)           |                 | Rugbyman français |       |
| Yannick Jauzion    | 1978 (Castres)           |                 | Rugbyman français |       |

## Artistes et peintres
| Nom                           | Naissance                        | Décès              | Notes                                                                                      | Image |
| ----------------------------- | -------------------------------- | ------------------ | ------------------------------------------------------------------------------------------ | ----- |
| Antoine-Hilaire-Henri Périé   | 1780 (Castres)                   | 1833 (Nîmes)       | Peintre français                                                                           |       |
| Arthur Batut                  | 1846 (Castres)                   | 1918 (Labruguière) | Photographe et pionnier de la photographie aérienne. Inventeur du photo cervolisme en 1888 |       |
| Charles Blanc                 | 1813 (Castres)                   | 1882 (Paris)       | Historien, critique d'art et graveur. Frère du politique Louis Blanc                       |       |
| Christian d'Espic de Ginestet | 1901 (Clermont-Ferrand)          | 1978 (Castres)     | Artiste peintre et graveur                                                                 |       |
| Dani                          | 1944 (Castres)                   |                    | Artiste, chanteuse et comédienne                                                           |       |
| Jacques Pauthe                | 1809 (Castres)                   | 1889 (Perpignan)   | Artiste-peintre français                                                                   |       |
| Jean Jules Cambos             | 1828 (Castres)                   | 1917 (Castres)     | Sculpteur français                                                                         |       |
| Joseph-Charles Valette        | 1813 (Castres)                   | 1888 (Castres)     | Artiste-peintre                                                                            |       |
| Lou Jean                      | 2004 (Castres)                   |                    | Chanteuse et comédienne                                                                    |       |
| Marcel Briguiboul             | 1837 (Sainte-Colombe-sur-l'Hers) | 1892 (Nîmes)       | Artiste peintre retiré à Castres                                                           |       |
| Michel Robardet               | 1944 (Castres)                   |                    | Dessinateur et graveur spécialisé dans l'art funéraire.                                    |       |
| Pierre Rivemale               | 1910 (Castres)                   | 1945 (Castres)     | Artiste peintre français                                                                   |       |

## Autres
| Nom             | Naissance      | Décès          | Notes | Image |
| --------------- | -------------- | -------------- | --- | ----- |
| Anne Veaute     | 1725 (Brassac) | 1794 (Castres) | Industrielle française, propriétaire d'une manufacture de textile à Castres                                                                                         |       |
| Chloé Nabédian  | 1985 (Castres) |                | Présentatrice météo sur CNews puis France 2 |       |
| Jean Izard      | 1929 (Castres) | 2011 (Paris)   | Directeur général de Radio France |       |
| Pierre Fabre    | 1926 (Castres) | 2013 (Lavaur)  | Pharmacien et fondateur de l'un des trois plus grands groupes pharmaceutiques français, les Laboratoires Pierre Fabre. Propriétaire historique du Castres Olympique |       |
| Pierre Galibert | 1961 (Castres) |                | Directeur de France Bleu Toulouse |       |

## Familles liées à Castres
| Nom                                          | Période             | Notes | Blason |
| -------------------------------------------- | ------------------- | --- | ------ |
| Famille Barbara de Labelotterie de Boisséson | XVIIe - aujourd'hui | Originaire du comté de Castres, dont sont issus un maire de Castres et trois subdélégués de l'intendant du Languedoc. Famille subsistante de la noblesse française |        |
| Famille de Brettes                           |                     | |        |
| Famille Jaurès                               | XVIIIe - XXe siècle | Riche famille castraise, dont est issu Jean Jaurès, ainsi que plusieurs amiraux français, comme Charles Jaurès ou Louis Jaurès                                     |        |
| Famille de Martin de Viviés                  | XVIe - aujourd'hui  | Originaire de l'Albigeois, a tenu un rôle important à Castres durant plusieurs siècles. Famille subsistante de la noblesse française                               |        |
| Famille de Montfort                          | XIe - XIVe siècle   | A donné plusieurs comtes de Castres, à la suite de la croisade des albigeois                                                                                       |        |